# Prairie Dog
Prairie Dog è un album di Duke Pearson, pubblicato dalla Atlantic Records nel 1966. Il disco fu registrato a New York City, New York (Stati Uniti) nel 1966.

## Tracce
Lato A
1. The Fakir – 5:12 (Duke Pearson)
2. Prairie Dog – 6:44 (Duke Pearson)
3. Hush-A-Bye – 4:10 (Jerry Seelen, Sammy Fain)

Lato B
1. Soulin' – 6:57 (Joe Henderson)
2. Little Waltz – 6:05 (Ron Carter)
3. Angel Eyes – 5:26 (Matt Dennis, Earl Brent)

## Musicisti
The Fakir
- Duke Pearson - pianoforte, arrangiamenti
- Harold Vick - sassofono soprano
- James Spaulding - flauto
- Bob Cranshaw - contrabbasso
- Mickey Roker - batteria

Prairie Dog e Little Waltz
- Duke Pearson - pianoforte, arrangiamenti
- Johnny Coles - tromba
- James Spaulding - sassofono alto
- George Coleman - sassofono tenore
- Gene Bertoncini - chitarra
- Bob Cranshaw - contrabbasso
- Mickey Roker - batteria

Soulin'
- Duke Pearson - pianoforte, arrangiamenti
- Johnny Coles - tromba
- James Spaulding - sassofono alto
- George Coleman - sassofono tenore
- Harold Vick - sassofono tenore
- Bob Cranshaw - contrabbasso
- Mickey Roker - batteria

Hush-A-Bye
- Duke Pearson - celesta, arrangiamenti
- Bob Cranshaw - contrabbasso

Angel Eyes
- Duke Pearson - pianoforte, arrangiamenti
- Bob Cranshaw - contrabbasso[6]